# Edmond Steurs
Edmond Joseph Albert Victor Steurs, né le 5 septembre 1843 à Schaerbeek et décédé le 31 octobre 1917 à Givry fut un homme politique libéral belge.
Steurs fut industriel; il fut conseiller communal, échevin et bourgmestre de Harmignies, ensuite bourgmestre de Givry et sénateur de l'arrondissement Charleroi-Thuin.

## Sources
- Liberaal Archief